# GOD TRACKS!
『GOD TRACKS!』（ゴッドトラックス）は、クローバースタジオ企画・開発、カプコンより2006年9月14日に発売のPlayStation 2用コンピュータゲーム『GOD HAND』に同梱のサウンドトラックCD。同作品中で使用されている曲や、サウンドトラックオリジナルの曲を収録。

## 曲リスト
1. Gene's Rock-A-Bye
ステージ1の曲。公式サイトでも使用されている。
2. Smoking Roll
エルヴィス戦（変身前）の曲。エルヴィス・プレスリーをイメージしたらしい。
3. Nippy Dog
ラヴェル、ドビュッシー、兄貴との戦闘時の曲。
4. It's A Smile World
ステージ3の曲。
5. Rainy Rose
シャノン戦（変身前）の曲。男性が唄っている。
6. Top Of The Humans
ゴリラーマスクおよびゴリラーマスクタイガーとの戦闘時の曲。
7. Yet... Oh See Mind
悪の3人組との戦闘時の曲。曲タイトルは日本語の「やっておしまい」をそのまま英語にあてたもの。
8. Devil May Sly
アゼル戦（1回目）の曲。
9. Old Hand
サイコジジイとの戦闘時の曲。
10. The Gang Of Venice
ステージ5の曲。
11. Bald Mountain
ステージ6の曲。
12. Battery :Size AA
Dr.イオンとの戦闘時（1回目）の曲。
13. Floating Fort
ステージ4の曲。
14. Unnavigable Sea
15. Sunset Heros
ミニミニファイブとの戦闘時の曲。
16. Battery :Size D
Dr.イオンとの戦闘時（2回目）の曲。
17. Please Mr.SENSEI
先生、大先生、黒忍者との戦闘時の曲。
18. Too Hot!!!
ステージ2の曲。
19. Forgotten Song
ステージ7の曲。
20. Higher Than Heaven
ステージ8およびファイナルステージの曲。
21. Anthem Of Satan
最終ボス、魔王サタンとの戦闘における曲。
22. Handsome Dynamite (RX-Ver.S.P.L)
ダイナマイトジョーとの戦闘における曲をリミックスしたバージョン。
23. The Horror
作中に登場しないオリジナル曲。